# Potkes
Potkes (även potkäs[e] eller krukost; av lågtyska pot, kruka och kese, ost) är en ostbaserad maträtt. Den består främst av riven eller fint skuren ost och äts som smörgåspålägg eller som tillbehör, exempelvis på en ostbricka.
Potkes kan lagas på olika sätt. En variant i en nyare svensk kokbok innehåller ost och smör och smaksätts med kummin och cognac. En äldre dansk variant görs av ostrester som rivs och blandas med mjölk och sprit (till exempel cognac) i en kruka. Potkesen kan då lagras länge och fyllas på med ostrester och alkohol efterhand.